# Gonionotophis
Gonionotophis – rodzaj węży z rodziny Lamprophiidae.

## Rozmieszczenie geograficzne
Rodzaj obejmuje gatunki występujące w Afryce (Mali, Senegal, Gwinea Bissau, Gwinea, Liberia, Wybrzeże Kości Słoniowej, Burkina Faso, Ghana, Togo, Benin, Nigeria, Kamerun, Czad, Republika Środkowoafrykańska, Gabon, Kongo, Demokratyczna Republika Konga, Uganda i Angola).

## Systematyka
Rodzaj zdefiniował w 1889 roku francuski herpetolog François Mocquard w artykule zatytułowanym O kolekcji gadów z Konga, opublikowanym w czasopiśmie „Bulletin de la Société philomathique de Paris”. Jednak nazwa Gonionotus, którą Mocquard nadał nowemu taksonowi, okazała się młodszym homonimem innego rodzaju węży, którego opisał angielski zoolog John Edward Gray w 1846 roku, dlatego w 1893 roku belgijsko-brytyjski zoolog George Albert Boulenger nadał rodzajowi opisanemu przez Mocquarda nową nazwę – Gonionotophis. Gatunkiem typowym jest (oznaczenie monotypowe) G. brussauxi.

### Etymologia
- Gonionotus (Godionotus): gr. γωνια gōnia ‘kąt, róg’[6]; -νωτος -nōtos ‘-tyły, -grzbiety’, od νωτον nōton ‘tył, grzbiet’[7].
- Gonionotophis: gr. γωνια gōnia ‘kąt, róg’[6]; -νωτος -nōtos ‘-tyły, -grzbiety’, od νωτον nōton ‘tył, grzbiet’[7]; οφις ophis, οφεως opheōs ‘wąż’[8].

### Podział systematyczny
Do rodzaju należą następujące gatunki: 
- Gonionotophis brussauxi (Mocquard, 1889)
- Gonionotophis grantii (Günther, 1863)
- Gonionotophis klingi Matschie, 1893